# Mittente
Il mittente (dal latino mittĕre, "inviare") - anche detto emittente o locutore o parlante - è colui che invia a un  destinatario un messaggio, in forma orale, scritta o non verbale, intenzionalmente oppure no.
Per potersi capire, mittente e destinatario devono usare lo stesso codice e devono instaurare un "contatto", che è al contempo canale fisico e connessione psicologica.

## Semiotica
Il mittente è uno dei sei fattori della comunicazione individuati nel 1963 dal linguista russo Roman Jakobson, secondo il quale un «messaggio inviato dal mittente deve essere adeguatamente percepito dal destinatario; ogni messaggio è codificato dal primo e deve essere decodificato dal secondo. Quanto più il destinatario è vicino al codice usato dal mittente, tanto maggiore è la quantità di informazione ricevuta».
Lo studioso - rielaborando una precedente classificazione di Karl Bühler - sostiene ancora che, quando la comunicazione è orientata sul mittente, si realizza una funzione emotiva o espressiva: essa «mira ad un'espressione diretta dell'atteggiamento del soggetto riguardo a quello di cui parla. [...]. La funzione emotiva, evidente nelle interiezioni, colora in qualche modo tutte le nostre espressioni al livello fonico, grammaticale e lessicale».